# Фріц Тіссен
Фріц Тіссен (нім. Fritz Thyssen; 9 листопада 1873, Мюльгайм-на-Рурі — 8 лютого 1951, Буенос-Айрес) — німецький підприємець.

## Біографія
Син Августа Тіссена, одного з найбагатших людей Німеччини. Освіту здобув у Лютіхській гірській школі, Вищих технічних училищах Лондону і Берліну. Працював на підприємствах батька. У 1898 році введений у правління концерну «Металургійні заводи Августа Тіссена». Учасник Першої світової війни, ротмістр (червень 1917). Після війни, під час Листопадової революції, Тіссен був заарештований комуністичним загоном і ледь не загинув. Після окупації французькими військами Рурської області (1923) Тіссен, який вважав це образою Німеччини, став широко підтримувати націоналістичні організації. За ці дії він був заарештований окупаційною владою і відданий під суд французького трибуналу. У 1923 році за посередництва Еміля Кірдорфа познайомився з керівниками нацистського руху. За кілька років перевів на рахунок НСДАП більше одного мільйона марок. Після смерті батька став генеральним директором величезного концерну «Металургійні заводи Августа Тіссена» (Обергаузен). У 1928 році заснував потужний сталеливарний концерн «Об'єднані сталеливарні заводи» (Vereinigte Stalwerke), ставши головою контрольної ради фірми. У 1929 році на кошти Тіссена була проведена перебудова резиденції НСДАП у Мюнхені — «Коричневого дому». У 1931 році вступив у НСДАП. 27 січня 1932 року запросив Адольфа Гітлера виступити перед зборами промисловців у Дюссельдорфі. У 1933-34 роках був провідним економічним експертом уряду. З вересня 1933 року — прусський державний радник. 12 листопада 1933 року обраний депутатом Рейхстагу від Східного Дюссельдорфа. Член Академії німецького права.
У 1935 роках Тіссен розчарувався в нацизмі і в 1938 році на знак протесту проти переслідування євреїв вийшов зі складу прусської державної ради. У 1939 році виступив у Рейхстазі з протестом проти планів майбутньої війни. 28 грудня 1939 року покинув Німеччину й оселився у Швейцарії. Направив з еміграції Гітлеру відкритий лист, у якому звинувачував його в змові з комуністами, переслідуванні євреїв тощо. На початку 1940 року позбавлений німецького громадянства і його майно в Німеччині конфісковано. У 1941 році випустив англійською мовою мемуари «Я платив Гітлеру». Після Французької кампанії Тіссен з сім'єю був заарештований і ув'язнений у концентраційному таборі. У 1945 році звільнений військами союзників і вдруге залишив Німеччину.

## Сім'я

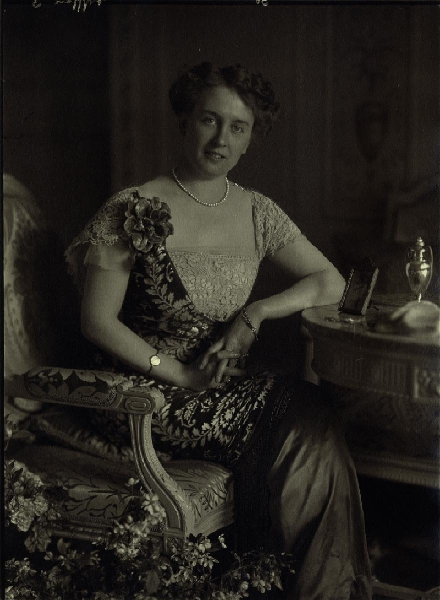
Амелія Тіссен (1910)

У 1900 році одружився з Амелією Гелле, яка також походила із сім'ї підприємців. 13 травня 1909 року в пари народилася дочка Аніта. Незабаром після смерті Тіссена окупаційна влада союзників повернула його компанію Амелії і Аніті.

## Нагороди
- Залізний хрест 2-го класу
- Почесний хрест ветерана війни з мечами
- Почесний громадянин міста Дуйсбург
- Почесний доктор Фрайбурзького університету